# Gaurochromis
Genre
Gaurochromis est un genre de poissons du sous-ordre des Labroidei, qui compte aussi des familles comme les Pomacentridés (Poisson clown) ou les Scaridés (Poisson perroquet).

## Liste d'espèces
Selon ITIS:
- Gaurochromis obtusidens (Trewavas, 1928)